# 瓦布·吉紐
瓦布納庫特· "瓦布" ·吉紐 MLA（/wɑːb kɪˈnuː/ 1981年12月31日—）是一名加拿大政治家和現任緬尼托巴省省長，2017年9月16日起担任曼尼托巴新民主党黨魁和在2017年至2023年担任反对党领袖。他在曼尼托巴省议会中代表紅堡選區。
在进入政坛之前，吉纽是一名音乐家、广播员和大学管理人员，最出名的是CBC 广播电台和CBC电视台的节目主持人。 吉纽是加拿大第一位第一民族后裔省长，也是自1887年省长约翰·诺奎以来曼尼托巴省第一位原住民省长。

## 早年生活和职业
吉纽于1981年出生于安大略省肯諾拉。他来自安大略省西北部的Onigaming原住民，是地方和地区酋长、温尼伯大学原住民治理教授Tobasonakwut Kinew和政策分析师Kathi Avery Kinew博士的儿子。 
吉纽童年时随父母搬到温尼伯郊区，就读于Collège Béliveau ，并在夏天到 Onigaming度假。 他毕业于温尼伯大学学院 ，这是一所私立高中，吉纽在 2014 年的采访中称其为“温尼伯最好的学校之一”。  吉纽随后获得曼尼托巴大学经济学学士学位， 随后又攻读原住民治理硕士学位。 

### 广播和媒体
在《温尼伯自由报》发表了他写给编辑的一封关于加拿大冰球队的信后，吉纽开始从事广播工作，当地CBC电台制作人联系了他，表示有兴趣创作和播出有关此事的纪录片。 
他曾担任CBC广播和电视业务的记者和主持人， 包括温尼伯的每周艺术杂志节目《The 204》和 2012年的国家纪录片系列《8th Fire》 他还是半岛电视台美国纪录片节目《断层线》的主持人。 2014年，他作为小组成员出现在CBC广播电台的Canada Reads节目中，为Joseph Boyden的小说The Orenda辩护。 这本小说赢得了比赛。他于2014年12月担任Q节目的客座主持人，为期两周， 并主持了2015年版的Canada Reads。 

### 音乐
吉纽在2000 年代中期成为嘻哈乐队Slangblossom和the Dead Indians 的成员后，于 2009 年以饒舌歌手身份发行了他的首张个人 CD《Live by the Drum》 。 该CD荣获原住民选择音乐奖最佳饒舌/嘻哈 CD 奖。 随后，他 2010年发行了第二张CD《Mide-Sun》 。 
| 年份   | 专辑详情                                | 奖项             |
| ------ | --------------------------------------- | ---------------- |
| 2009年 | 靠鼓而活 - 发布日期：2009 年 1 月 24 日 | 原住民选择音乐奖 |
| 2010年 | 正午 - 发布日期：2010 年 9 月 4 日      |                  |

### 大学行政
2011年，温尼伯大学任命吉纽为首任原住民包容项目主任。  2014年吉纽被任命为原住民关系副总裁。  他还是印度寄宿学校真相与和解委员会的荣誉证人。 2014年10月25日，吉纽获得布雷顿角大学荣誉博士学位。 

### 写作
吉纽总共写了四本书——《你行走的原因》 、 《向世界展示》 、 《行走在两个世界》和《永恒之路》 ——均由加拿大企鹅出版社出版。 
《你行走的原因》是一本回忆录，记录了 2012 年，在此期间，吉纽努力与养育他的原住民重新建立联系。在书中，吉纽详细阐述了他对与他的过去有关的几个有争议的问题的看法，包括因酗酒而被定罪、袭击出租车司机，以及他音乐生涯中厌恶女性和同性恋的歌词。  《环球邮报》的一位评论家评论道：“ 《你行走的原因》所传达的信息具有不可否认的重要意义，而且这本书对原住民和非原住民读者都意义重大，使其成为必读之作。只是一本回忆录，它是对生活目的的沉思。” 吉纽凭借这本书荣获 2016年Kobo非小说类新兴作家奖，并获得10,000元现金奖励。 
2018年，吉纽出版了一本儿童读物《向世界展示：土著英雄的庆典》 ，讲述了原住民历史上的著名人物，包括约翰·赫林顿、萨卡加维亚、凯里·普莱斯和疯马。他受到美國前總統奥巴马的Of Thee I Sing 和K'naan的歌曲Take a Minute的启发，创作了这些人的故事。 该书入围2018年总督文学奖青年文学插图入围名单。 

## 政治生涯
吉纽曾考虑在2014年原住民大会领导人选举中竞选领导人， 但决定不参加竞选，因为他于 8 月刚结婚，并认为现在不是离开家的合适时机。 
2016年，他被宣布为曼尼托巴新民主党紅堡選區候选人，参加2016年曼尼托巴省选举。 在竞选活动的最后几天，媒体在吉纽的推特上发现了厌恶女性和恐同的推文以及其他社交媒体评论。这引发了一场丑闻，有人呼吁新民主党将基纽从选票中剔除。  在为过去的言论道歉后，吉纽在2016年4月19日的选举中在紅堡选区击败了曼尼托巴自由党领袖Rana Bokhari勝出。 选举中省进步保守党撃敗了新民主党省政府。随后，他被任命为新民主党的和解发言人，以及教育、高级学习和培训以及住房和社区发展方面的反对派发言人。 
Kinew是2017年曼尼托巴省新民主党黨魁选举的候选人；在9月16日的大会上，他以 728票对253票的优势击败了唯一的另一位候选人、前内阁部长史蒂夫·阿什顿 ( Steve Ashton )。这使得基纽成为曼尼托巴省历史上第一位当选的主要政党的原住民黨魁。 
2017年，吉纽提出了第223号法案，将9月30日定为“橙色衬衫日” ，这一天旨在纪念寄宿学校幸存者  ，而在2019年，他提出了第228号法案，即《锡克教遗产月法案》 。   2019 年晚些时候，吉纽还提出了一项私人议员法案，授予梅蒂斯领导人Louis Riel荣誉第一省長称号，并要求Riel的贡献成为学校课程的一部分。 
吉纽在進步保守黨政府再度勝出2019年大选后继续担任党魁，随后新民主党在民意调查中领先于执政的進步保守党。在2023年省选举之前，竞选期间的竞争更加激烈。 新民主党竞选活动的重点是医疗改革。 新民主党在选举中获胜，这使得吉纽成为第一位当选加拿大省長的第一民族，也是第二位原住民省長。  

## 个人生活
2003年2月24日，吉纽在温尼伯被捕，原因是他被发现在深夜驾驶父亲的2000款道奇 Dakota行驶在亨德森高速公路上。一名目击者在法庭上作证说，他们跟踪吉纽几公里，看到他两次撞上护栏和路灯后车辆失去控制。基纽在前轮胎爆裂的情况下继续行驶了几公里，随后警察在停车场追上了他。警方报告称，基纽眼睛充血，言语不清，脚步不稳。在后座上发现了当天下午购买的一瓶几乎空了的杜松子酒。吉纽在被拘留后拒绝接受酒精测试。 为此事件，基纽被判醉酒驾驶罪名成立。 
2003年6月，吉纽被加拿大皇家骑警指控犯有两项家庭暴力罪，指控他在一次争吵中将当时的女友塔拉·哈特（Tara Hart）扔到房间另一边。  2004年1月至6月期间，一名检察官和吉纽的律师多次出庭这些指控随后被搁置。吉纽否认了这些指控，而哈特则继续坚持相反的说法。  这些指控此前在吉纽的公共生活中并不为大多数人所知，直到2017年通过发送给温尼伯媒体的匿名电子邮件才被曝光。哈特表示，她只记得一项指控性袭击，不知道为什么提出两项指控。她声称，离开基纽后，她住在温尼伯郊外，从未收到官方关于为何指控被搁置的消息。 
同样是在2004年，吉纽因在安大略省打架斗殴后被有条件释放。   他还声称2006年他被指控盗窃一张汇票，但当他还钱时，这项指控就被撤销了。 
吉纽经历了各种锻炼来恢复自己的酒精问题，包括参加汗水小屋和太阳舞活动，他禁食四天，并通过在身体上穿孔来拔出水牛头骨。吉纽还开始参加定期的戒酒互诫协会会议。 吉纽此后戒酒，并于2014年向加拿大政府申请赦免，加拿大假释委员会于2016年批准了赦免。假释委员会的裁决从加拿大警察信息中心数据库中删除了他因袭击出租车司机而被定罪、因拒绝酒精分析仪样本而被定罪的酒后驾驶以及两次违反法庭命令的内容。 

2016年9月，吉纽与丽莎·蒙克曼（Lisa Monkman）医生结婚。丽莎·蒙克曼是一位奥及布威家庭医生，在市中心一家诊所行医。   这对夫妇于2017年5月迎来了一个儿子基纽有两个儿子，都是前一段关系所生。 
Kinew精通三种语言：他会说奥及布威语、英语和法语。 